# Tandjilé Est
Tandjilé Est là một tỉnh của Tchad ở vùng Tandjilé, một vùng của Tchad với thủ phủ là Laï.

## Hành chính
Tỉnh gồm 5 phó tỉnh (sous-préfectures):
- Laï
- Deressia
- Dono Manga
- Guidari
- N'Dam